# Чжен Баньцяо
Чжен Баньцяо (郑板桥, 22 листопада 1693 —22 січня 1766) — китайський художник, каліграф, поет часів династії Цін.

## Життєпис
Народився 22 листопада 1693 року у м. Сінхуа (провінція Цзянсу). Походив із збіднілого чиновницького роду. З дитинства полюбляв навчання. Зрештою зумів здобути початкову освіту. У 1732 році з успіхом склав провінційні іспити у Нанкіні. У 1736 отримав вищий вчений ступінь цзіньши. У 1742 році отримав призначення до провінції шаньдун, у 1746 року став головою повіту Вей, де відзначився чесністю та добрим ставленням до населення. У 1748 році імператор Цяньлун призначив Чжен Баньцяо офіційним каліграфом та художником. на цій посаді він залишався до самої смерті 22 січня 1766 року.

## Творчість
Входив до творчого об'єднання відомого як «Вісім диваків». Уславився написанням ландшафтних пейзажів, був майстром стилю «квіти та птахи» та «живопис бамбука». Найбільш відомим картинами є наступні: «Бамбук біля великого каменя», «Бамбук і скелі», «Бамбук, хризантеми і орхідеї», «Бамбук», «Тонкі бамбуки біля скелі», «Орхідеї, бамбук та скелі». Роботи знаходяться у музеях Берліна, Лондона, Принстона та Шанхаю.